# Бедность в Танзании
Бедность в Танзании — одна из характеристик (бедность) экономического состояния Танзании.
Население Танзании составляет 55,57 миллиона человек. Отчет Всемирного банка за 2019 год показал, что за последние 10 лет уровень бедности сократился с 34,4 % (по другим источникам 55,1 %) в 2007 году до 26,4 % в 2018 году. В 2011 году 49,1 % танзанийцев жили ниже 1,90 доллара США в день (в 2007 году 65,7 % людей жили на 1,25 доллара или меньше в день). С 2010 года в Танзании годовой прирост ВВП составил 7 %, экономическим ростом объясняются положительные тенденции в сокращении бедности в Танзании.
В том числе произошло статистическое снижение уровня:
- крайней бедности
- бедности по основным потребностям
- продовольственной бедности.

Процесс сокращения бедности происходит быстрее в городских районах по сравнению с сельскими районами.

## Индикаторы бедности
ВВП
Такие экономические показатели Танзании, как ВНП и ВВП, показывают, что экономика растет, но они не отражают распределение богатства.
Так, ВВП на душу населения в Дар-эс-Саламе (в танзанийских шиллингах) 1,600,000/ по сравнению с 600,000/ на материковой части Танзании. Хотя с 2001 года наблюдается высокий уровень роста ВВП, однако неравномерное распределение богатства тормозит ИЧР.
Продовольственная бедность
Разрыв между сельской и городской бедностью является наиболее резким с точки зрения отсутствия продовольственной безопасности. Только 1 % танзанийцев в Дар-эс-Саламе в 2012 году испытывали продовольственную бедность по сравнению с 11,3 % жителей сельской местности.
ИЧР
В городских районах Дар-эс-Салама и Аруши Индекс человеческого развития находится на среднем уровне, в то время как остальная часть Танзании имеет низкий ИЧР. Показатели ИЧР показывают, что ожидаемая продолжительность жизни растёт, детская смертность снижается

## Сельская бедность
Тенденции в снижении уровня бедности в Танзании сильно различаются между городскими и сельскими районами, в которых проживает большинство (около 70 %) населения Танзании.
Городские домохозяйства имеют лучший доступ к инфраструктуре, медицинским услугам и образованию. Миграционные тенденции из села в город (урбанизация) выросли с 5,6 % в 1967 году до 29,1 % в 2012 году. Основным фактором сельской бедности в Танзании является отсутствие инфраструктуры для обеспечения электроэнергией сельского населения.
В сельской местности существует сильная зависимость от неорошаемого земледелия. 76 % жителей Танзании полагаются на сельское хозяйство или доступ к природным ресурсам как на источник средств к существованию. Зависимость от сельского хозяйства делает Танзанию особенно уязвимой для экономических потрясений из-за изменения климата.

## Детская бедность
Медленный экономический рост является фактором, способствующим детской бедности в Танзании. По оценкам 2012 года, более трети домохозяйств «живут за чертой бедности по основным потребностям», зарабатывая менее 1 доллара в день, в то время как 20 % общей численности населения «живут за чертой продовольственной бедности». Больше всего страдают сельские общины материковой Танзании и Занзибара. У 48 % детей в сельской местности не удовлетворены основные потребностей по сравнению с 10 % городских детей.

## Системы лидерства на уровне сообщества
Система лидерства в Танзании начинается с уровня десяти ячеек (на каждые десять домохозяйств —один демократически избранный лидер). Деревня (100 домохозяйств) демократически избирает председателя. 3-4 деревни (300—500 домохозяйств) нанимают деревенского старосту. Срок полномочий всех избранных лидеров составляет пять лет. Подотчетность является проблемой на всех этих уровнях, что затрудняет борьбу с бедностью.

## Коррупция
Танзания, как и другие бедные страны, такие как Уганда, Бурунди и Малави, характеризуется высоким уровнем коррумпированности. Взятки должностным лицам полиции, судов, налоговых служб и земельных ведомств составили 62 процента официальных государственных расходов в этих сферах.
Причины коррупции:
- слабо укоренено верховенство закона
- неэффективны институты подотчетности
- слаба приверженность национальных лидеров борьбе с коррупцией

## Политическая приверженность борьбе с бедностью
Танзания, приведя свои цели по сокращению бедности в соответствие с Целями развития тысячелетия и Целями устойчивого развития Организации Объединённых Наций, включила эти цели как в долгосрочную, так и в среднесрочную политику.
В среднесрочной политике были разработаны:
- национальная стратегия роста и сокращения бедности для материковой Танзании
- стратегия роста и сокращения бедности для острова Занзибар.

Пути реализации данных стратегий:
- создание национальной инфраструктуры
- создание производственного потенциала
- создание возможностей трудоустройства
- повышение подотчетности правительства
- улучшение показателей качества жизни.

## Ресурсы
Около 90 % населения Танзании проживает в бедных сельских районах. Такие ресурсы, как пахотные земли, сезонные осадки и люди, являются общими для всех деревень. Помимо этого деревни наделены полезными ископаемыми, естественными ресурсами (леса, реки, озера, океан).

## Стабильный мир в Танзании
Стабильный мир в позволяет использовать имеющиеся ресурсы для устойчивого развития. В Танзании проживает более 150 этнических племен. Миру способствуют:
- национальный язык (кисуахили), роль которого была усилена во время правления Джулиуса Ньерере
- упразднение института вождей, существовавшего в каждом племени, сразу после обретения независимости.

Однако, преимущество мирного времени не было использовано Танзанией для улучшения экономического положения, особенно по сравнению с Руандой, Мозамбиком и Анголой, в которых гражданские войны продолжались много лет, тем не менее их экономика набирает обороты.

## Финансовая и техническая поддержка со стороны международных организаций
Развитые страны вместе с международными финансовыми институтами потратили миллиарды долларов США. Помощь оказывалась на протяжении многих десятилетий и была направлена на расширение возможностей правительственных систем для обеспечения развития страны, но результаты оказались неудовлетворительными, бедность сокращалась медленными темпами.
С 1980-х годов существовало множество финансируемых международным сообществом программ, направленных на улучшение национальной экономики:
- Национальная программа экономического выживания (NESP)
- Программа структурной перестройки (SAP)
- Программа экономического восстановления (ERP)
- Программа экономических и социальных действий (ESAP)
- Скользящий план и перспективный бюджет (RPFB).

В начале 1990-х годов международные финансовые институты (включая Международный валютный фонд) посоветовали Танзании провести сокращение расходов и прекратить занятость даже в ключевых секторах, таких как образование, здравоохранение и сельское хозяйство, в качестве предварительного условия для финансовой помощи в результате чего экономика была парализована.
На сегодняшний день существует:
- 25-летняя Стратегия сокращения бедности (ССБ на 2001—2025 годы), параллельная Целям развития тысячелетия (ЦРТ — 2000—2015 годы)
- инициатива Килимо Кванза.

Несмотря на международные инициативы, уровень развития экономики все ещё недостаточен, чтобы дать импульс искоренению бедности.
Деревенские проекты остались нереализованными в ожидании помощи внешних доноров.
Проекты на уровне деревни:
- колодцы с питьевой водой
- постройка небольших ирригационных систем
- создание структуры здравоохранения
- построение школьных зданий.

## Всеобщие выборы
Существует тенденция политиков тратить деньги на подкуп бедных людей в обмен на голоса во время всеобщих выборов. Одновременно мало усилий прилагается к инициативам по снижению уровня бедности. В Танзании после всеобщих выборов 2010 года возникли конфликты, грозившие перерости в правительственный кризис. Похожие конфликты наблюдались на Занзибаре (который является частью Танзании) после всеобщих выборов 1995, 2000 и 2005 годов (победа партии Чама ча Мапиндузи).